# Selenops intricatus
Espèce
Synonymes
- Selenops cavernicolus Lawrence, 1952

Selenops intricatus est une espèce d'araignées aranéomorphes de la famille des Selenopidae.

## Distribution
Cette espèce se rencontre en Guinée-Bissau, au Sénégal, au Congo-Kinshasa et en Afrique du Sud.

## Description
La femelle holotype mesure 12 mm.

## Systématique et taxinomie
Cette espèce a été décrite par Simon en 1910.
Selenops cavernicolus a été placée en synonymie par Benoit en 1968.

## Publication originale
- Simon, 1910 : « Arachnides recueillis par L. Fea sur la côte occidentale d'Afrique. 2e partie. » Annali del Museo Civico di Storia Naturale di Genova, vol. 44, p. 335-449 (texte intégral).